# 25 Canada Square
25 Canada Square (známý také jako Citigroup Centre 2) je mrakodrap, který je součástí komplexu Citigroup Centre stojící v londýnské obchodní čtvrti Canary Wharf. Má 45 podlaží a výšku 199,5 m a společně s mrakodrapem 8 Canada Square je 2. nejvyšší ve Velké Británii. Výstavba probíhala v letech 1998 - 2001 a to podle návrhu architekta Césara Pelli. V budově jezdí 43 výtahů. Podlahová plocha je téměř 112 000 m2.